# 47-я гвардейская танковая дивизия
47-я гвардейская танковая Нижнеднепровская Краснознамённая, ордена Богдана Хмельницкого дивизия (47 тд) — тактическое соединение Сухопутных войск СССР и Российской Федерации в период 1946—1997 гг.

## История
В 1946 году 47-я гвардейская стрелковая дивизия переформирована в 19-ю гвардейскую механизированную дивизию с сохранением почётного наименования, наград, исторического формуляра и боевой славы, которая в 1947 году передана из состава 8-й гвардейской армии в 79-й стрелковый корпус 3-й ударной армии.
В 1957 году дивизия стала 26-й гвардейской танковой дивизией.
В 1965 году дивизии была возвращена нумерация времён Великой Отечественной войны и она стала именоваться как 47-я гвардейская танковая Нижнеднепровская Краснознамённая, ордена Богдана Хмельницкого дивизия
На момент распада СССР дивизия дислоцировалась в Германии, на территории современной земли Саксония-Анхальт, в составе 3-й общевойсковой армии, частью которой являлась с 1955 года. После расформирования 3-й общевойсковой армии дивизия была переподчинена 20-й гвардейской общевойсковой армии. После вывода в Мулино в апреле 1994 года дивизия была в составе 22-й гвардейской общевойсковой армии Московского военного округа.
В 1997 году дивизия была скадрирована и ей было присвоено наименование 1174-я гвардейская танковая Нижнеднепровская Краснознамённая, ордена Богдана Хмельницкого база хранения военной техники (танковая). При этом из состава дивизии 245-й гвардейский мотострелковый и 99-й гвардейский самоходный артиллерийский полки были переданы в 3-ю мотострелковую дивизию, сформированную в Сормово на базе 31-й танковой дивизии.
В декабре 2005 года 1147-я гвардейская танковая Нижнеднепровская Краснознамённая, ордена Богдана Хмельницкого база хранения военной техники (танковая) была расформирована.

## Состав

### 1988 год
- Управление дивизии (1 ПРП-3, 1 Р-145БМ, 1 Р-156 БТР)
- 26-й танковый Феодосийский ордена Александра Невского полк (Хиллерслебен)

95 Т-64, 12 БМП-2, 41 БМП-1, 2 БРМ-1К, 1 БТР-70, 1 БТР-60, 18 2С1 «Гвоздика», 6 2С12 «Сани»
- 153-й танковый Смоленский Краснознамённый ордена Кутузова полк (Хиллерслебен)

96 Т-64, 44 БМП-2, 10 БМП-1, 2 БРМ-1К, 1 БТР-70, 1 БТР-60, 18 2С1 «Гвоздика», 6 2С12 «Сани»
- 197-й гвардейский танковый Вапнярско-Варшавский ордена Ленина Краснознамённый орденов Суворова и Кутузова полк (Хальберштат)

94 Т-64, 12 БМП-2, 42 БМП-1, 2 БРМ-1К, 18 2С1 «Гвоздика», 6 2С12 «Сани»
- 245-й гвардейский мотострелковый Гнезненский Краснознамённый ордена Суворова полк (Магдебург до 1991 г., с 1991 г. Мальвинкель)

27 Т-64А, 46 БМП-2, 39 БМП-1, 2 БРМ-1К, 2 БТР-60, 18 2С1 «Гвоздика», 6 2С12 «Сани»
- 99-й гвардейский самоходный артиллерийский Померанский Краснознамённый, орденов Суворова и Кутузова полк (Магдебург до 1991 г., с 1991 г. Мальвинкель)

36 2СЗ «Акация», 18 БМ-21 «Град», 3 ПРП-3
- 1069-й зенитный ракетный ордена Красной Звезды полк (ЗРК «Куб») (Хиллерслебен), после его вывода в 1989 году — 1009 зенитный ракетный ордена Красной звезды полк (ЗРК «Оса»)
- 7-й отдельный разведывательный батальон (Бург до 1991, с 1991 г. Мальвинкель) (6 Т-64, 10 БМП-1, 7 БРМ-1К, 2 БТР-70, 3 БТР-60) в/ч 71183
- 73-й отдельный гвардейский батальон связи (Хиллерслебен) (8 Р-145БМ, Р-137Б, 1 Р-2АМ)
- 52-й отдельный инженерно-сапёрный батальон (Хиллерслебен) (1 ИМР-2, 3 УР-67)
- 1077-й отдельный батальон материального обеспечения (Хиллерслебен)
- 65-й отдельный ремонтно-восстановительный батальон (Хиллерслебен)
- 63-й отдельный медицинский батальон (Хиллерслебен)[3]

Итого: 322 танка, 271 БМП, 14 БТР, 108 САУ, 30 миномётов, 18 РСЗО.

## Награды дивизии
- 13 февраля 1944 года — Почётное наименование «Нижнеднепровская» — присвоено приказом Верховного Главнокомандующего № 028 от 13 февраля 1944 года за отличие в боях с немецкими захватчиками у нижнего течения Днепра;
- 19 марта 1944 года —  Орден Красного Знамени — награждена указом Президиума Верховного Совета СССР от 19 марта 1944 года за образцовое выполнение заданий командования в боях при прорыве сильной обороны немцев по западному берегу реки Ингулец, за освобождение города Нового Буга и проявленные при этом доблесть и мужество[5];
- 20 апреля 1944 года —  Орден Богдана Хмельницкого II степени — награждена указом Президиума Верховного Совета СССР от 20 апреля 1944 года за образцовое выполнение заданий командования в боях с немецкими захватчиками при освобождении города Одессы и проявленные при этом доблесть и мужество[6].